# جورجيوس ديامانتاكوس
جورجيوس ديامانتاكوس (باليونانية: Γιώργος Διαμαντάκος)‏ مواليد 14 يناير 1995 في ماغولا، اليونان، هو لاعب كرة سلة يوناني. بدأ مسيرته الاحترافية في سنة 2012. يلعب في الدوري اليوناني لكرة السلة كلاعب وسط. يحمل الرقم 9. يبلغ طوله 7 قدم 1 بوصة (2.2 م). لعب مع نادي باناثينايكوس لكرة السلة ونادي داروشافاكا لكرة السلة.

## روابط خارجية
- جورجيوس ديامانتاكوس على موقع الاتحاد الدولي لكرة السلة (الإنجليزية)
- جورجيوس ديامانتاكوس على موقع كرة السلة الأوروبية.كوم (الإنجليزية)
- جورجيوس ديامانتاكوس على موقع ريلجم (الإنجليزية)
- جورجيوس ديامانتاكوس على موقع بروبوليرز (الإنجليزية)
- جورجيوس ديامانتاكوس على موقع سبورتس رفرنس (الإنجليزية)